# Orešje Okićko
Orešje Okićko falu Horvátországban Zágráb megyében. Közigazgatásilag Jasztrebarszkához tartozik.

## Fekvése
Zágrábtól 25 km-re délnyugatra, községközpontjától 7 km-re északkeletre, a Plešivica-hegység déli lejtőin fekszik.

## Története
A falunak 1857-ben 73, 1910-ben 132 lakosa volt. Trianon előtt Zágráb vármegye Jaskai járásához tartozott. 2001-ben 10 lakosa volt.

## Lakosság
| Lakosság változása | Lakosság változása | Lakosság változása | Lakosság változása | Lakosság változása | Lakosság változása | Lakosság változása | Lakosság változása | Lakosság változása | Lakosság változása | Lakosság változása | Lakosság változása | Lakosság változása | Lakosság változása | Lakosság változása |
| ------------------ | ------------------ | ------------------ | ------------------ | ------------------ | ------------------ | ------------------ | ------------------ | ------------------ | ------------------ | ------------------ | ------------------ | ------------------ | ------------------ | ------------------ |
| 1857               | 1869               | 1880               | 1890               | 1900               | 1910               | 1921               | 1931               | 1948               | 1953               | 1961               | 1971               | 1981               | 1991               | 2001               |
| 73                 | 93                 | 89                 | 107                | 120                | 132                | 122                | 125                | 177                | 160                | 157                | 97                 | 58                 | 22                 | 10                 |

## Külső hivatkozások
Jasztrebaszka város hivatalos oldala